# Саво Скарић-Зембиљ
Саво Скарић-Зембиљ (Сарајево, 27. јануар 1878 – Сарајево, 8. септембар 1909) био је писац и сатирични хроничар. Познат је као и Зембиљ-ефендија.

## Биографија
Саво Скарић-Зембиљ рођен је 1878. у Сарајеву у старој сарајевској породици. У родном граду завршио је основну школу и шест разреда гимназије. Највише га је привлачило језичко шаренило махале, те је тај језик старог Сарајева прењео и у школу. Почео је са њиме да прави духовите шале, по којима су га једни вољели, а други омаловажавали. Са својим пријатењима Живком Њежићем, Васиљем Грђићем, Миланом Сршкићем, Ацом Бабићем и другима, почео је врло рано да се занима и за политичка питања. Први импулс за организацију тих омладинаца дала је борба за српску-школску аутономију, када они оснивају тајно политичко-књижевно удружење, које издаје и свој нелегални лист „Српска свијести” (1896). Организација овог листа је једно вријеме своје састанке одржавала у авлијама и магази Скарићевог ујака Видака Авакумовића, а часопис се литографисао на тавану Скарићеве куће. Као ученик Скарић се бавио и сакупљањем народних пјесама, које је биљежио од сељака из сарајевске околине и слао Академији у Београду. Завршивши шест разреда гимназије, уписао се на фармацеутски факултет у Загребу, гдје је био активан у студентским организацијама. На студијима је оболио од реуматизма зглобова, па се 1904. године пред дипломски испит вратио у Сарајево, гдје се из постеље до смрти више није дигао. У августу 1906. године, већ тешко болестан, први пут се јавно огласио у сарајевском политичком дневнику „Српска ријеч” својим првим фељтоном под називом „Зембиљем”. То је била сатирична репортажа о приликама у Босни, оштра народна реплика на политичку офанзиву Аустрије у окупаторским покрајинама. Зембиљ се овдје поставио као симбол правде, народног благостања, истине, морала и слободе. Због тога су Скарићеви фељтони дошли као мелем на политичку рану. По босанским чаршијама су га читали наглас пред гомилама неписмених, а многи су ради „Зембиља” и научили читати. „Зембиљ” је многима постао приступачна политичка школа. „Српској ријечи” је подигао тираж тако да је у најтеже доба могла, и поред строге цензуре, да се одржи. Умро је у Сарајеву 08.09. у 32. години живота.
Скарићев језик, његови турцизми и сарајевска фразеологија представљају интерес наричите врсте. Језик старог Сарајева није нигдје боље сачуван. Скарић се јавио у „Српској ријечи” у августу 1906. својим сатиричним рефератом „Политички зерзеват”, с потписом „Џумбушчија”. Сматра се да Скарић највише сличности има са својим земљаком Петром Кочићем, који је писао против истих прилика и непријатеља, па су им самим тим често слични и мотиви, сарказам и анегдоте.